# بولاريتون

علاقة تشتت البولاريتون في فوسفيد غاليوم ثلاثي. المنحنيات الحمراء هي علاقة تشتت الفوتون والفونون، والمنحنيات السوداء هي نتيجة جمع الحمراء (من الأعلى نحو الأسفل: بولاريتون علوي، لو فونون، بولاريتون سفلي).

البولاريتون في الفيزياء هي أشباه جسيمات ناتجة عن اقتران موجات كهرومغناطيسية مع ثنائي قطب كهربائي أو مغناطيسي يحمل إثارة. تعتبر هذه الجسيمات تعبيرا عاما عن الظاهرة الكمية المسماة تنافر مستوي، أو مبدأ تضاد العبور. تعبر البولاريتونات عن عبور تشتيت ضوء متفاعل مع أي رنين.
إذن البولاريتون هو نتيجة اتحاد فوتون مع إثارة مادة. البولاريتونات الأكثر مناقشة هي البولاريتون-فوتون الناتج عن اقتران فوتون تحت أحمر مع فونون ضوئي وأكسيتون-بولاريتون الناتج عن اقتران طيف مرئي بأكسيتون وحزام فرعي انتقالي-بولاريتون الناتج عن اقتران فوتون تحت أحمر أو تيراهيرتزي بحزام فرعي انتقالي وبلازوم مساحي-بولاريتون الناتج عن اقتران بلازوم مساحي بضوء (الطول الموجي يعتمد على المادة وهندسته الخاصة به).
كلما كانت صورة البولاريتون صحيحة، كان نموذج الفوتونات في البلورات غير كاف. ومن السمات الرئيسية للبولاريتون التبعية الشديدة لسرعة انتشار الضوء من خلال البلورات على التردد. أما بالنسبة إلى الأكسيتون-بولاريتون فتم العثور على نتاشج تجريبية غنية في عدة نواحي في أكسيد النحاس الأحادي.
تنتظم البولاريتون كشبيه جسيم بوزوني، ولايجب الخلط بينها وبين البولارون الفرميوني على سبيل المثال إلكترون موجب مرفق بسحابة فونون.

## إنظر أيضاً
- فيزياء المواد المكثفة